# Associação Esportiva Cruzeiro do Sul
L'Associação Esportiva Cruzeiro do Sul était un club brésilien de football basé à Brasilia dans le district fédéral. Il disparaît en 1970.

## Palmarès
- Championnat de Brasilia :
  - Champion : 1963